# جانيت كولينز
جانيت كولينز (بالإنجليزية: Janet Collins)‏ هي راقصة باليه أمريكية، ولدت في 7 مارس 1917، وتوفيت في 28 مايو 2003.

## وصلات خارجية
- جانيت كولينز على موقع الموسوعة البريطانية (الإنجليزية)